# Blepisanis disconotaticollis
Blepisanis disconotaticollis är en skalbaggsart som beskrevs av Stefan von Breuning 1950. Blepisanis disconotaticollis ingår i släktet Blepisanis och familjen långhorningar. Inga underarter finns listade.